# Nitocra mediterranea
Nitocra mediterranea är en kräftdjursart som beskrevs av Alessandro Brian 1928. Nitocra mediterranea ingår i släktet Nitocra och familjen Ameiridae. Inga underarter finns listade i Catalogue of Life.